# American Staffordshire Terrier
Der American Staffordshire Terrier ist eine von der FCI (Nummer 286, Gruppe 3, Sektion 3) anerkannte Hunderasse aus den Vereinigten Staaten.

## Herkunft und Geschichtliches
Unter dem Namen American Staffordshire Terrier ist diese Rasse seit dem 1. Januar 1972 international anerkannt. Zuvor herrschte keine einheitliche Namensgebung. Die Hunde waren bekannt als Pit Bull Terrier, American Bull Terrier, Yankee Terrier oder Stafford Terrier. Dadurch kam es zu vielen Verwechslungen, was mit dem heutigen Namen ausgeschlossen werden soll.
Der Stammvater der „Am Staffs“, wie sie umgangssprachlich auch genannt werden, ist der „Bull and Terrier“, der in Großbritannien für Hundekämpfe eingesetzt wurde und um 1860 mit britischen Einwanderern in die Vereinigten Staaten kam. In England war Tierkampf seit 1835 gänzlich verboten. Somit verließ man auch den Bereich des gesetzlichen Verbotes der Hundekämpfe. Besonders im Nordosten der Vereinigten Staaten wurde der Hundekampf ab zirka 1880 gewerbsmäßig betrieben.
1898 wurde der United Kennel Club (UKC) in Michigan gegründet. Der Verein hatte die Aufgabe, den „Pit Bull Terrier“ – wie er seinerzeit allgemein bekannt war – zu pflegen und zu fördern. Dazu gehörte der Erlass von verbindlichen Wettkampfregeln für Hundekämpfe, an welche die Mitglieder des UKC gebunden waren. Schon damals gab es Zeitschriften, in denen beinahe ausschließlich über Hundekämpfe berichtet wurde. Diese hießen zum Beispiel „The Dog Facier“ oder auch „Blood Lines“.
In der weiteren Folge begannen Züchter damit, von der Ausrichtung der Rasse auf Hundekämpfe abzukommen und den American Staffordshire Terrier für Ausstellungen interessant zu machen. 1936 wurde der Rassestandard des American Staffordshire Terrier vom American Kennel Club (AKC) offiziell anerkannt. Anschließend ergab sich dort ein Streit um die richtige Rassenbezeichnung, da auch der Name Yankee Terrier damals für diese Hunderasse recht weit verbreitet war. Das Wort „Pit“, die Bezeichnung für einen Hundekampfplatz, wurde – laut Todd Fenstermacher möglicherweise aus politischer Korrektheit (Hundekämpfe waren offiziell verboten) – fallengelassen, der Namensteil Staffordshire jedoch als Erinnerung an die vergangenen Tage der Tierkämpfe in England beibehalten.
So kam es dann zur Spaltung der Rasse in American Pit Bull Terrier und American Staffordshire Terrier, weil der AKC Hundekämpfe nicht tolerierte und somit die American Pit Bull Terrier weiterhin beim UKC blieben.

## Aussehen
Die folgenden Merkmale gelten als allgemein gewünscht, andere Formen können aber vorkommen: Der Kopf ist groß, keilförmig und sehr kräftig. Die Nase ist schwarz, die Augen dunkel und rund, tief im Schädel gebettet und weit auseinander liegend, die Augenlider pigmentiert. Die Ohren sind hoch angesetzt und werden entweder als Rosenohr oder halbaufgerichtetes Stehohr (Kippohr) getragen. Das Gewicht ist nicht festgelegt, eine Schulterhöhe von ca. 46 bis 48 Zentimeter für die Rüden und 43 bis 46 cm für die Hündinnen gilt als bevorzugte Größe. Das Fell dieser Hunde ist kurz und glänzend. Jede Farbe, einfarbig, mehrfarbig oder gefleckt, ist zugelassen. Folgende Farbvarianten sind unerwünscht:
- schwarz-loh: gilt als Merkmal der Rassen Dobermann, Rottweiler und Manchester Terrier
- leberfarben
- fehlende Pigmentierungen an Nase (eher ein Merkmal der American Pit Bull Terrier)
- mehr als 80 % weiß (bei mehr als 80 % weißer Fellzeichnung ist das Risiko einer genetisch veranlagten Taubheit hoch)

Vom englischen Staffordshire Bullterrier unterscheidet sich der American Staffordshire Terrier durch seine 8 cm mehr Schulterhöhe und das entsprechend höhere Gewicht.

## Rasseproblematik
Deutschland: Der Import von American Staffordshire Terriern nach Deutschland ist durch das Hundeverbringungs- und -einfuhrbeschränkungsgesetz verboten. Die Rasse steht in den meisten Ländern Deutschlands auf den Rasselisten, die „Kampfhunde“ verzeichnen. Ausnahmen sind Brandenburg, Niedersachsen, Thüringen, Mecklenburg-Vorpommern und Schleswig-Holstein, die keine Rasselisten führen. In fast allen Ländern unterliegt die Haltung strengen Auflagen.
Österreich: In Österreich steht der American Staffordshire Terrier in allen vier listenführenden Bundesländern (Wien, Niederösterreich, Oberösterreich, Vorarlberg) auf der Rasseliste gefährlicher Hunderassen. Je nach Bundesland ist ein Hundeführerschein (Wien), Sachkundenachweis (Niederösterreich), Sachkundenachweis und Alltagstauglichkeitsprüfung (Oberösterreich) oder eine Sondergenehmigung des Bürgermeisters (Vorarlberg) zur Haltung erforderlich. Nach einer tödlichen Hundeattacke durch 3 reinrassige American Staffordshire Terrier wurde das oberösterreichische Hundehaltegesetz 2024 verschärft.
Schweiz: In der Schweiz gibt es in 13 von insgesamt 26 Kantonen eine Rasseliste. In all diesen Listen ist der American Staffordshire Terrier aufgeführt und seine Haltung als bewilligungspflichtig angegeben. In den Kantonen Genf, Wallis und Zürich sind Haltung, Zucht und Einfuhr verboten.
Dänemark: In Dänemark ist der American Staffordshire Terrier eine verbotene Hunderasse, die wegen ihrer in diesem Land angenommenen Gefährlichkeit nur unter besonderen Bedingungen überhaupt noch dorthin mit in den Urlaub genommen werden kann. Bei Beißattacken werden die Tiere ausnahmslos eingeschläfert.
Frankreich: Die Einreise mit Hunden der Kategorie 1 ist verboten. Zur Kategorie 1 zählen zum Beispiel American Staffordshire Terrier, die in keinem anerkannten Zuchtbuch eingetragen sind, sowie Mischlinge aus American Staffordshire Terriern. Für die Haltung von Hunden der Kategorie 1 und 2 gibt es eine Reihe von Vorschriften und Pflichten. Bei Verstößen sind Geldstrafen bis € 15.000 und Gefängnisstrafen möglich.
Norwegen: Der American Staffordshire Terrier wurde am 20. August 2004 in Norwegen verboten. Es gab eine Übergangsregel für bereits vorhandene Hunde. „Es ist verboten, gefährliche Hunde zu halten, zu züchten oder einzuführen oder Samen und Embryonen gefährlicher Hunde zu importieren.“ Weitere Hunde, die in Norwegen verboten sind: American Pit Bull Terrier, Fila Brasileiro, Tosa Inu, Dogo Argentino und bestimmte Wolfsmischungen.